# Conegliano
Conegliano é uma comuna italiana da região do Vêneto, província de Treviso, com cerca de 36.000 habitantes. Estende-se por uma área de 36 km², tendo uma densidade populacional de 964 hab/km². Faz fronteira com Colle Umberto, Mareno di Piave, San Fior, San Pietro di Feletto, San Vendemiano, Santa Lucia di Piave, Susegana, Vittorio Veneto.

## Demografia
| Variação demográfica do município entre 1861 e 2011                               |
|                                                                                   |
| Fonte: Istituto Nazionale di Statistica (ISTAT) - Elaboração gráfica da Wikipedia |

## Habitantes Ilustres
O ex-futebolista Del Piero é originário de Conegliano.